# 1040 (szám)
Az 1040 (római számmal: MXL) az 1039 és 1041 között található természetes szám.

## A szám a matematikában
A tízes számrendszerbeli 1040-es a kettes számrendszerben 10000010000, a nyolcas számrendszerben 2020, a tizenhatos számrendszerben 410 alakban írható fel.
Az 1040 páros szám, összetett szám. Kanonikus alakja 24 · 51 · 131, normálalakban az 1,04 · 103 szorzattal írható fel. Húsz osztója van a természetes számok halmazán, ezek növekvő sorrendben: 1, 2, 4, 5, 8, 10, 13, 16, 20, 26, 40, 52, 65, 80, 104, 130, 208, 260, 520 és 1040.
Az 1040 két szám valódiosztó-összegeként áll elő, ezek a 760 és az 1039²

## Csillagászat
- 1040 Klumpkea kisbolygó